# Heide (Heumen)
Heide is een buurtschap in de Nederlandse gemeente Heumen, gelegen in de provincie Gelderland. Het ligt in het midden van de gemeente, een kilometer ten westen van Blankenberg.
Dorpen: Heumen · Malden · Molenhoek (deels) · Nederasselt · Overasselt

Buurtschappen: Blankenberg · Ewijk · Heide · Molenhoek · De Schatkuil · Schoonenburg · Sleeburg · Valenberg · Vogelzang · Worsum

Gelderland: Steden en dorpen in Gelderland      Nederland: Provincies · Gemeenten